# 瑞讷河畔让维尔
瑞訥河畔让维尔（法語：Janville-sur-Juine，法語發音：[ʒɑ̃vil syʁ ʒɥin] ⓘ）是法国法兰西岛大区埃松省的一个市镇，属于埃唐普区。

## 地理
瑞讷河畔让维尔（48°30'59"N, 2°16'10"E）面积10.67 平方千米，位于法国法蘭西島大區埃松省，该省份为法国北部内陆省份，北起上塞纳省和马恩河谷省，西接厄尔-卢瓦省和伊夫林省，南至卢瓦雷省，东临塞纳-马恩省。
与瑞讷河畔让维尔接壤的市镇（或旧市镇、城区）包括：拉尔迪、欧韦尔圣乔治、瑞讷河畔布赖、塞尔尼、沙马朗德、上欧韦尔新城。

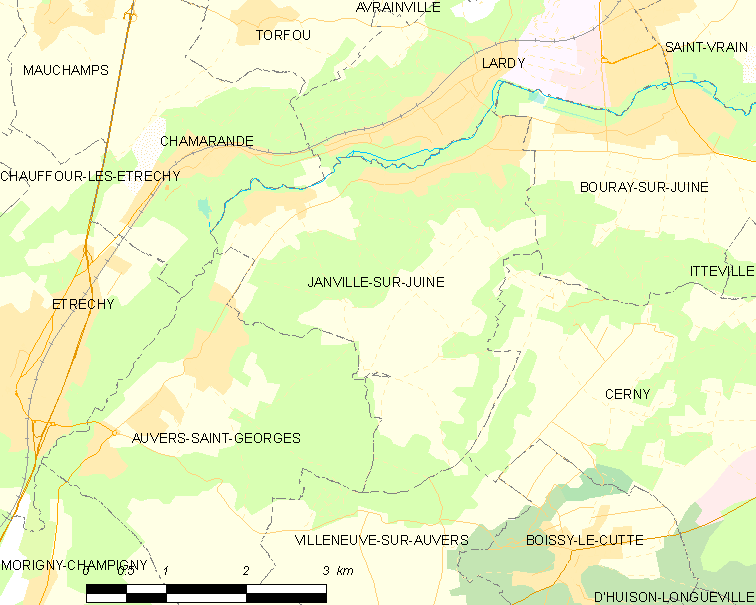
瑞讷河畔让维尔的OSM定位图

瑞讷河畔让维尔的时区为UTC+01:00、UTC+02:00（夏令时）。

## 行政
瑞讷河畔让维尔的邮政编码为91510，INSEE市镇编码为91318。

## 政治
瑞讷河畔让维尔所属的省级选区为阿尔帕容县。

## 人口

1962-2008年间瑞讷河畔让维尔人口变化图示

瑞讷河畔让维尔于2022年1月1日时的人口数量为1997人。